# Wasserkraftwerk Kranzberg
Das Wasserkraftwerk Kranzberg ist ein Laufwasserkraftwerk an der Amper. Das 1911 eröffnete Kraftwerk liegt an der nördlichen Gemeindegrenze von Kranzberg im oberbayerischen Landkreis Freising. Die elektrische Leistung des Kraftwerks beträgt 2,4 MW. Der Besitzer und Betreiber des Kraftwerks ist seit 1999 Markus Engelsberger. Seit 2009 steht das Kraftwerk unter Denkmalschutz.

## Geschichte

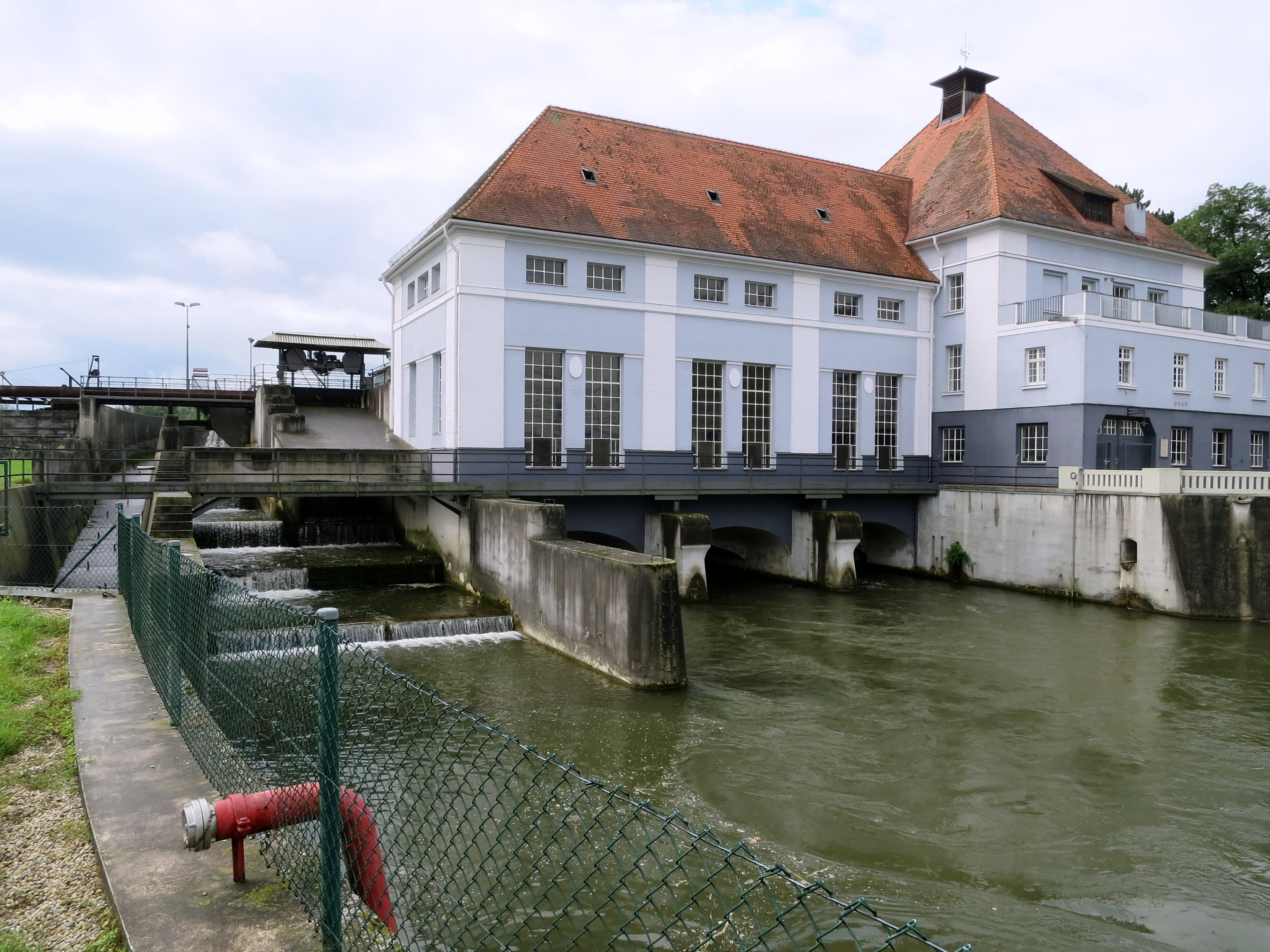
Seit über 100 Jahren in Betrieb

Im Jahr 1906 stellte die Süddeutsche Wasserkraft GmbH den Antrag, an der Amper bei Allershausen ein Wasserkraftwerk bauen zu dürfen. Wegen des Widerstands der Anwohner in Allershausen entstand das Kraftwerk an der nördlichen Gemarkungsgrenze Kranzbergs. Gebaut wurde es von  Mai 1906 bis Oktober 1910, der dazugehörige Amperkanal entstand bereits vorher. Die Süddeutsche Wasserkraft GmbH ging am 2. Juli 1908 in der neu gegründeten Amperwerke Elektrizitäts-AG auf. Exakt 2.498.774,94 Mark kostete der Bau des Kraftwerks. Anfangs wurde ein Gefälle von 6,70 Metern zum Antrieb der beiden Turbinen und der Generatoren genutzt. So konnten rund elf Millionen Kilowattstunden Strom pro Jahr erzeugt werden.
Dieses damalige Prestigeobjekt – es war eins der fünf größten Drehstrom-Kraftwerke in Bayern – lockte auch königliche Prominenz an, darunter Prinz Ludwig, der spätere König Ludwig III., der bei der Einweihung am 11. März 1911 anwesend war.
Gemeinsam mit dem Wasserkraftwerk Weng und dem Wasserkraftwerk Haag versorgte das Werk das gesamte Ampertal mit Strom, dazu noch die Stadt Freising und mit einer Stichleitung auch die ehemalige Schlüter-Traktorenfabrik. Erst in den 1960er Jahren verlor das Kraftwerk zunehmend an Bedeutung: Die starke Zunahme des Stromverbrauchs wurde von Kohle- und Atomkraftwerken abgedeckt. Der Anteil der Wasserkraft in Bayern sank bis heute auf 20 Prozent. Das Umspannwerk, ein kleines Technik- und Betriebsgebäude, wurde 1979 sogar abgerissen. Im Zuge der Liberalisierung des Strommarkts verkauften die Isar-Amperwerke AG das Kraftwerk Ende 1999. Markus Engelsberger, dessen Urgroßvater Matthias Engelsberger in Siegsdorf (Landkreis Traunstein) vor 1890 die erste Stromversorgung errichtet hatte, kaufte es. Nicht nur die Generatoren wurden überholt, auch eine völlig neue Schaltwarte und neue Leittechnik wurden installiert. Dadurch wurde die Leistung des Werks um 30 Prozent gesteigert. Das Innere des Kraftwerks wirkt wie ein Museum: Heller Jurakalk und Bilder aus vergangenen Tagen zieren die Wände.

## Geschütztes Baudenkmal
Das Bayerische Landesamt für Denkmalpflege hat das Wasserkraftwerk 2009 als Industriedenkmal unter Schutz gestellt. In der Denkmalliste von Kranzberg ist es mit der Aktennummer D-1-78-137-35 verzeichnet und folgendermaßen beschrieben:
Als Werk II der Amperwerke (später Isar-Amper-Werke AG) 1906–1910 errichtet nach Plänen von Architekt Rudolf Menckhoff, Berlin.
- Betriebsgebäude mit Schaltwarte und Werkswohnung, dreigeschossiger Walmdachbau mit zweigeschossigem Flachdach-Vorbau,
- Quer angeschlossen Maschinenhaus über dem Werkskanal, durch hohe Rechteckfenster belichtet, Hallenbau in Stahlbeton-Bauweise mit Mezzanin und abgewalmtem Dach; mit Ausstattung.

## Leistung

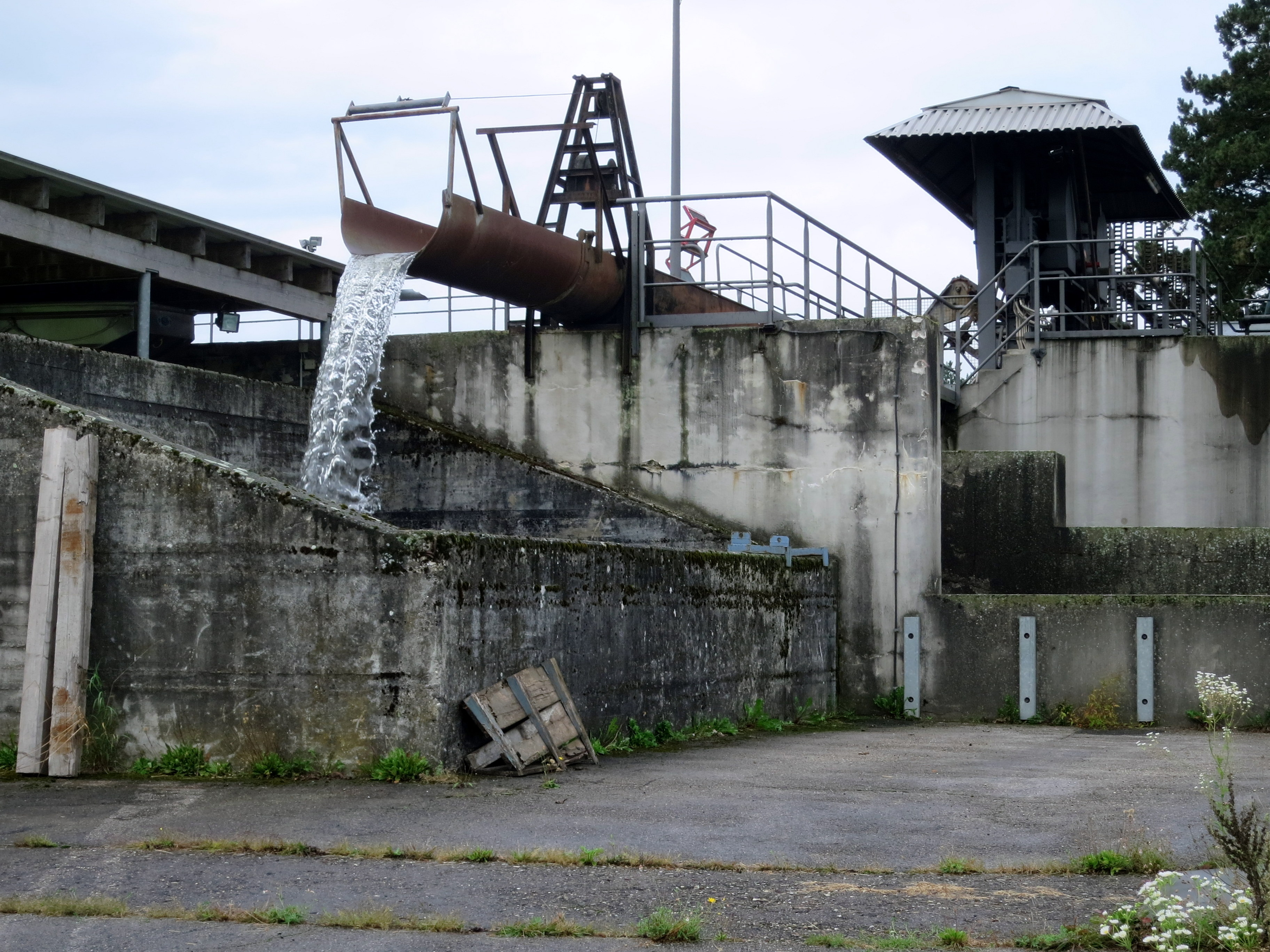
Abspülen des Treibguts

Heute wird ein Gefälle von 8,70 Meter genutzt. Die erzeugten 20 Millionen Kilowattstunden Strom entsprechen dem Verbrauch von etwa 5.000 Haushalten und decken ca. 2 % des Strombedarfs des Landkreises Freising. Im Vollbetrieb strömen rund 40 Kubikmeter Wasser pro Sekunde durch die Turbinen. Drei Mitarbeiter sorgen dafür, dass die Maschinen mit einer Leistung von rund 2400 Kilowatt rundlaufen. Ein Schild neben der Eingangstür zeigt an: „8000 Tonnen Steinkohle, 10.000 Tonnen Braunkohle und 5000 Tonnen schweres Heizöl konnten eingespart werden, und 20.000 Tonnen Kohlendioxid weniger in die Atmosphäre entlassen werden“,  und das seit Inbetriebnahme des Wasserkraftwerks vor 100 Jahren.